# ویل وایت
ویل وایت (انگلیسی: Willye White; december ۳۱, ۱۹۳۹ – ۶ فوریه ۲۰۰۷ (۶۷ ساله)) ورزشکار دو و میدانی اهل ایالات متحده آمریکا بود.